# Simon-Pierre Perret
Pour les articles homonymes, voir Perret.
Simon-Pierre Perret est un médecin et musicologue français né le 16 septembre 1935 à Nantua et mort le 13 mai 2017 à Paris.

## Biographie
Cardiologue de profession, Simon-Pierre Perret s'est passionné pour la musique française sous la Troisième République. 
Il est l'auteur des biographies d'Albéric Magnard, en collaboration avec Harry Halbreich, et de Paul Dukas, en collaboration avec Marie-Laure Ragot. 
La publication de la correspondance de Paul Dukas fut le résultat de sept années de recherches.

## Ouvrages
- Correspondance de Paul Dukas, volume 1, 1878-1914, Arles, Actes sud, 2018.
- Paul Dukas, avec Marie-Laure Ragot, Paris, Fayard, 2007.  (ISBN 978-2-213-63329-9)
- Albéric Magnard, avec Harry Halbreich, Paris, Fayard, 2001.  (ISBN 2-213-60846-6)